# The Bouncing Souls
Os The Bouncing Souls são uma banda de punk rock melódico de Nova Jersey, formada em 1989.

## História
Os Bouncing Souls surgiram em 1987 em Basking Ridge, Nova Jersey, onde Greg Attonito (vocais), Pete Steinkopf (guitarra), Bryan Kienlen (baixo) e Shal Khichi (bateria) eram amigos, no ensino secundário. Os quatro tinham tocado em várias bandas locais antes de decidirem unir forças e formar uma banda juntos. Depois de terminar o ensino superior, os quatro mudaram-se para New Brunswick, uma cidade universitária que tinha uma atitude mais amigável com o punk rock do que sua cidade natal. Tomando o nome de Bouncing Souls - uma peça do slogan "Bouncing Soles" para as botas Doctor Marten, um item popular de calçados punk - eles começaram a praticar regularmente e rapidamente estavam a tocar em festas, porões, e qualquer bar que os recebesse. Em 1989, os Bouncing Souls gravaram uma demo de quatro músicas, que distribuíram em cassete e, em 1991, a Complex Records lançou sua estreia em vinil, um disco de quatro músicas intitulado Ugly Bill. Em 1993, os Bouncing Souls lançarm a sua própria editora discográfica, Chunksaah Records, com um CD de sete músicas, The Green Ball Crew EP (seria reeditado como um vinil de 12 ", em 2013). Chunksaah lançou o primeiro álbum dos Souls, The Good, the Bad e Argyle, em 1994, que apresentava várias músicas que já tinham sido lançadas anteriormente nos seus primeiros EPs.
O grupo embarcou numa grande digressão para divulgar o seu primeiro LP e, depois de o segundo Maniacal Laughter, ter sido lançado em 1996, os Bouncing Souls foram a banda de suporte da banda Youth Brigade, que os apresentou a novos públicos nos Estados Unidos. Alguns dos novos fãs de Bouncing Souls eram funcionários da Epitaph Records, a conhecida gravadora punk do sul da Califórnia, que gostava tanto do som quanto da ética do seu trabalho, e estes convidaram a banda para um contrato de gravação em 1997. Antes do final do ano, os Souls fizeram sua estreia na Epitaph com seu terceiro álbum (auto-intitulado), embora o grupo mais tarde se referisse a ele como um trabalho cheio de músicas que não pareciam terminadas. Os Bouncing Souls lançaram o disco Hopeless Romantic em 1999, que encontrou a banda explorando temas líricos mais pessoais enquanto ainda produzia seu som punk energético. Embora Hopeless Romantic tenha sido visto por alguns como um avanço criativo, também foi o último LP da formação original do Bouncing Souls, uma vez que o baterista Shal Khichi deixou o grupo em 2000, e Michael McDermott, que tinha tocado anteriormente com Murphy's Law, Skinnerbox e Mephiskapheles, assumiu o seu lugar.
Em 2001, os Souls regressaram com o álbum How I Spent My Summer Vacation. Após o sucesso desse álbum (e uma grande digressão com os Hot Water Music), o grupo lançou a compilação The Bad the Worse e Out of Print, em 2002. No mesmo ano, a BYO Records reuniu os Bouncing Souls e os Anti-Flag para um álbum dividido, que incluía novas músicas de ambos os artistas, covers e as duas bandas a interpretar as músicas uma da outra. No ano seguinte, os Souls regressaram à Epitaph com outro álbum, Anchors Aweigh. Um DVD de documentário, Do You remember? 15 years with the Bouncing Souls, também foi lançado nesse ano. A banda fez uma digressão nos EUA, no Reino Unido e na Rússia de abril a novembro de 2004, e aproveitaram para gravar vários concertos; Os destaques de seis concertos foram reunidos no set de dois discos ao vivo, lançado em 2005. Em 6 de junho de 2006 (6/6/6), os Bouncing Souls lançaram The Gold Record, que chamaram no gozo de "a libertação da besta." Após o lançamento do álbum, a banda passou a maior parte do verão de 2006 na Vans Warped Tour.

### 20º aniversário
O ano de 2009 marcou o 20º aniversário da banda e, para homenagear a ocasião, esta lançou uma série de quatro EPs de quatro músicas, ao longo do ano. Os destaques destes EPs foram compilados no álbum Ghosts on the Boardwalk.
Em 2011, a Side One Dummy Records convidou os Souls para gravar um EP ao vivo como parte de suas Complete Control Sessions, reunindo-os com os Misfits na capa de Hybrid Moments. A banda cortou laços com a Epitaph e lançou seu albúm Comet, em 2012, através da Rise Records em conjunto com a sua própria Chunksaah. Seria o último álbum dos Souls com o baterista Michael McDermott, que abandonou a banda em 2013. Mais tarde nesse ano, George Rebelo, que tocou nos Against Me! e Hot Water Music, estreou-se como baterista dos Bouncing Souls num concerto privado especial para fãs. Em 2016, os Bouncing Souls lançaram o seu segundo álbum na parceria Rise / Chunksaah, Simplicity. 

### 30º aniversário
Em 2019, os Souls comemoraram o seu 30º aniversário como banda, lançando um EP de seis músicas com material novo produzido por Will Yip, Crucial Moments, e uma edição especial do lançamento que incluía um livro de fotos e recordações da história do grupo. Lançaram igualmente uma digressão de comemoração dos 30 anos de banda, nos Estados Unidos, Europa e Reino Unido.

## Discografia
Referências: 
Albums gravados em estúdio:
- The Good, the Bad, and the Argyle (1994)
- Maniacal Laughter (1996)
- The Bouncing Souls (1997)
- Hopeless Romantic (1999)
- How I Spent My Summer Vacation (2001)
- Anchors Aweigh (2003)
- The Gold Record (2006)
- Ghosts on the Boardwalk (2010)
- Comet (2012)
- Simplicity (2016)

Albums ao vivo:
- Live (2005)
- Live at Generation Records (2011)

Compilações:
The Bad, the Worse, and the Out of Print (2000)

## Membros
Atuais
- Greg Attonito – vocais (desde 1989)
- Pete Steinkopf – guitarra (desde 1989)
- Bryan Kienlen – baixo (desde 1989)
- George Rebelo – bateria (desde 2013)

Anteriores
- Shal Khichi – drums (1989–2000)
- Michael McDermott – drums (2000–2013)